# Machézal
Machézal é uma comuna francesa na região administrativa de Auvérnia-Ródano-Alpes, no departamento de Loire. Estende-se por uma área de 13,88 km². Em 2010 a comuna tinha 394 habitantes (densidade: 28,4 hab./km²).